# 75-я пехотная дивизия (вермахт)
75-я пехотная дивизия (нем. 75. Infanterie-Division) — тактическое соединение сухопутных войск вооружённых сил нацистской Германии, участвовавшее в боях Второй мировой войны как на Западном, так и на Восточном фронтах.

## История
Образована 26 августа 1939 как дивизия 2-й волны призыва на основе 12-й пехотной дивизии. Несла пограничную службу в Сааре, вела бои против французских войск в рамках французской кампании. С середины 1940 года в Польше, в 1941 году участвовала в операции «Барбаросса». Особенно тяжкие бои вела на Украине, воюя под Киевом и Харьковом, а также на подступах к Белгороду. Участвовала в отражении советских наступлений на Левобережной и Правобережной Украине. Несколько раз была разгромлена и формировалась заново. После разгромов в Карпатах и Верхней Силезии весной 1945 года сдалась советским частям в Остраве.

## Командующие
| Время                             | Звание            | Имя |
| --------------------------------- | ----------------- | --- |
| 26 августа 1939 — 5 сентября 1942 | Генерал-лейтенант | Дипл.-инж. Эрнст Хаммер (20 октября 1884, Фалкенау-на-Эгере — 2 декабря 1957, Вена; позднее военнослужащий австрийской армии) |
| 5 — 12 сентября 1942              | Генерал-лейтенант | Эрих Дистель |
| 15 сентября 1942 — 9 июля 1944    | Генерал-лейтенант | Гельмут Бойкманн (9 мая 1894 — 13 июля 1981)                                                                                  |
| 10 июля 1944 — 5 апреля 1945      | Генерал-майор     | Карл Арнинг |
| 6 апреля — начало мая 1945        | Генерал-майор     | Лотар Бергер |
| Начало мая — 8 мая 1945           | Полковник         | Герхард Маттхайсс |

| Время                            | Звание       | Имя                |
| -------------------------------- | ------------ | ------------------ |
| 26 августа 1939 — 5 февраля 1940 | Майор        | Эрих Хельмдах      |
| 5 февраля — 3 октября 1940       | Капитан      | Фридрих Шильдкнехт |
| 3 октября 1940 — 1 декабря 1942  | Подполковник | Курт фон Айнем     |
| 1 декабря 1942 — 20 августа 1944 | Подполковник | Макс фон Гролль    |
| 1 сентября 1944 — май 1945       | Подполковник | Ганс Шиле          |

## Структура
| 1939                                          | 1942                                          | 1943–1945                                     |
| --------------------------------------------- | --------------------------------------------- | --------------------------------------------- |
| 172-й пехотный полк                           | 172-й пехотный полк                           | 172-й пехотный полк                           |
| 202-й пехотный полк                           | 202-й пехотный полк                           | 202-й стрелковый полк                         |
| 222-й пехотный полк                           | 222-й пехотный полк                           | 222-й пехотный полк                           |
| 175-й разведывательный отряд                  | 175-й отряд велосипедистов                    | 75-й фузилёрский батальон                     |
| 175-й артиллерийский полк (четыре отделения)  | 175-й артиллерийский полк                     | 175-й артиллерийский полк                     |
| 175-й сапёрный батальон                       |                                               |                                               |
| 175-й противотанковый артиллерийский дивизион | 175-й противотанковый артиллерийский дивизион | 175-й противотанковый артиллерийский дивизион |
| 175-й отряд связистов                         |                                               |                                               |
| 175-е вспомогательное отделение               |                                               |                                               |
| --                                            | 175-й батальон резерва                        | 175-й батальон резерва                        |